# Cáncer de páncreas
El cáncer de páncreas es un cáncer que surge en dicho órgano del cuerpo.
Es una de las neoplasias más agresivas por su pronta difusión, su falta de síntomas específicos tempranos y su diagnóstico tardío (al momento del diagnóstico, los pacientes en general tienen la enfermedad localmente avanzada e incluso metastásica, lo que impide la cirugía curativa). En los últimos años se estudiaron nuevas técnicas para ayudar a la detección precoz del cáncer de páncreas.
Si bien es el décimo tumor en frecuencia en los países industrializados (solo hace del 2 al 3 % de todos los tumores sólidos), representa la cuarta causa de muerte por cáncer y se prevé que para 2030 suba su incidencia un 50 %, haciéndose la segunda causa de muerte por cáncer y causando más muertes que el cáncer de próstata, colon o mama.
Por ello, en los últimos años se dan importantes pero aún pocos avances contra la enfermedad, tales como nuevos y más efectivos esquemas de quimioterapia, métodos de diagnóstico más precoces, desarrollo de fármacos y moléculas específicas, y avances en cirugía curativa. Se está demostrando incluso la eficacia de la inmunoterapia. Todo ello va resultando en una mejora progresiva de supervivencia frente a la última década.

## Historia
En 1761 Giovanni Battista Morgagni (1682-1771) publicó De sedibus et causis morborum per anatomen indagatis (Las bases y causas de las enfermedades investigadas a través de la anatomía), donde expone numerosos casos de escirros pancreáticos, áreas de consistencia aumentada de este órgano, que muchos consideran la primera descripción de adenocarcinoma ductal del páncreas. En 1858 Jacob Da Costa publica 37 casos, incluyendo la primera descripción microscópica.
En 1882 Friederich Trendelemburg (1844-1924) realizó la primera pancreatectomía de un tumor que en dicho caso involucraba la cola del páncreas. Giuseppe Ruggi en 1889 realiza una enucleación de una lesión de cabeza de páncreas y Domenico Biondi una resección parcial de la cabeza pancreática con preservación del duodeno en 1894. La primera pancreatoduodenectomía la realiza Alessandro Codivilla en 1898 de un tumor pancreático adherente a duodeno que incluye además una resección en bloc del estómago distal y del colédoco distal, reconstruyendo el tránsito mediante una gastroyeyunostomía en Y de Roux que había sido descrita un año antes y una colecistoyeyunostomía. No describe el manejo del muñón pancreático, que probablemente fue ligado. El paciente evolucionó con un fluido seroso continuo a través de la herida operatoria, probablemente debido a una fístula pancreática, falleciendo a las tres semanas. El mismo año William Stewart Halsted realiza la primera resección exitosa de un cáncer periampular a través de un abordaje transduodenal con una resección en cuña.
En 1909 Walter Kausch realiza la primera pancreatoduodenectomia parcial exitosa a través de un procedimiento en dos tiempos e incluyendo una pancreatoyeyunostomía. En 1940 Allen O. Whipple realiza la primera pancreatoduodenectomía en un tiempo en una paciente con un tumor de la cabeza del páncreas que sobrevive nueve años.

## Clasificación
Más del 90 % de los tumores pancreáticos corresponden al adenocarcinoma ductal de páncreas (ADP), que es muy agresivo y tiene muy mal pronóstico. El resto de neoplasias pancreáticas son fundamentalmente adenocarcinoma acinar, tumores neuroendocrinos pancreáticos como el insulinoma, neoplasias quísticas del páncreas, carcinoma pseudopapilar y pancreatoblastoma, que tienen un diagnóstico y tratamiento diferentes, con un mejor pronóstico generalmente.

### Fases
La enfermedad se agrupa, según su desarrollo, en las siguientes etapas o estadios:
- Estadio I: el tumor está limitado al páncreas con un tamaño igual o inferior a 2 cm.
- Estadio II: el tumor está limitado al páncreas con un tamaño superior a 2 cm.
- Estadio III: el tumor se extiende fuera del páncreas, pero sin invadir el tronco celíaco ni los vasos sanguíneos mesentéricos superiores.
- Estadio IV: el tumor es inoperable, pues invade el tronco celíaco o los vasos mesentéricos superiores.

## Epidemiología
La prevalencia anual global para el cáncer de páncreas es de unas 8 de cada 100 000 personas. Las tasas de incidencia fluctúan entre los distintos países, con diferencias de variaciones de aproximadamente cinco a siete veces entre los países con la incidencia más baja y la más alta. Las tasas reportadas en los países africanos son inferiores debido a la escasez de datos. Se han hecho búsquedas para determinar los factores ambientales que podrían explicar esta variación. Además de las diferencias específicas de cada país, existen diferencias geográficas y regionales sutiles. Los países situados en o cerca de la línea ecuatorial tienen las tasas más bajas.
En el año 2000 la incidencia a nivel mundial fue de 217 000 nuevos casos, con una mortalidad de 213 000. En 2008 se hizo una estimación de 279 000 nuevos diagnósticos de cáncer de páncreas en todo el mundo, lo que representa el 2,2 % de todos los nuevos casos de cáncer. En 2010, alrededor de 43 000 personas fueron diagnosticadas de cáncer de páncreas en los Estados Unidos.
El adenocarcinoma de páncreas (ADP) es el segundo tumor maligno gastrointestinal más frecuente. Representa la cuarta causa de muerte por cáncer en adultos, con una incidencia que aumenta a partir de los 45 años. Es más frecuente en los hombres que en las mujeres (proporción de 1,3:1). En cuanto a razas, su prevalencia es superior en las personas de raza negra. Se trata de uno de los cánceres humanos más letales y uno de los más difíciles de tratar.

## Etiología
Aún se desconocen la etiología y mecanismo de carcinogénesis pancreática. El proceso iniciaría por una alteración de células de los conductos pancreáticos. Los carcinógenos las alcanzarían, provocando su transformación maligna por tres posibles vías de acceso: reflujo biliar, duodenal, o vía sanguínea.

## Factores de riesgo
Los siguientes son los principales factores de riesgo conocidos del cáncer de páncreas, aunque en muchos casos el paciente ha desarrollado la enfermedad sin estar o haber estado expuesto a ninguno de ellos, por lo que aún se requiere más investigación que estudie en profundidad el origen de este tumor.

#### Tabaco
Se sospecha que causa entre el 20-30 % de los casos. Otras estimaciones arrojan cifras del 27 % en hombres y 11 % en mujeres. El riesgo de los consumidores de tabaco (fumadores) se incrementa en un 75 % comparado con el de los no consumidores y subsiste aumentado durante un mínimo de diez años tras haber abandonado el hábito. El tiempo de exposición contribuye a aumentar las probabilidades de desarrollar un cáncer de páncreas. Los carcinógenos del tabaco llegarían al páncreas por reflujo biliar a los conductos pancreáticos.
La relación tabaco y cáncer de páncreas no es tan firme como con el cáncer de pulmón (riesgo dado al tabaco en 85 % hombres y 46 % mujeres) o el cáncer de laringe (67 % hombres y 28 % mujeres), aún siendo el cáncer de páncreas un cáncer tabacodependiente.
Los carcinógenos inhalados del humo del tabaco van al torrente sanguíneo y luego al páncreas por la propia sangre o la bilis, antes secretada por el hígado para ayudar a la digestión.

#### Dieta y obesidad
El cáncer de páncreas es más frecuente en las poblaciones con dieta caracterizada por un alto contenido en azúcares refinados, grasas y proteínas de origen animal. Los estudios casos-control han confirmado la relación entre tal dieta, sobre todo con el exceso en la ingesta de azúcar. Además, las grasas facilitan la acción de ciertos carcinógenos como la aflatoxina y nitrosamina.
El bajo consumo de frutas y verduras y el elevado consumo calórico se han visto como factores que aumentan del riesgo de padecer cáncer de páncreas. Otros estudios no hallaron la relación entre la mayor ingesta de frutas y verduras con la disminución del riesgo de desarrollar cáncer de páncreas. Con respecto a las vitaminas, se piensa que las vitaminas A y C actuarían como sustancias protectoras, como ocurre en otros tumores digestivos.
Por otro lado, el sobrepeso y la obesidad se han clasificado como un factor de riesgo de sufrir cáncer pancreático. Las personas con obesidad tienen 20 % más de probabilidad de desarrollar cáncer de páncreas respecto a aquellas que no lo padecen. Incluso en personas sin sobrepeso, el acúmulo de grasa alrededor de la zona lumbar se ha determinado como un factor de riesgo en este tipo de cáncer.
También se estudió la relación entre el excesivo consumo de café y el riesgo de contraer este cáncer, con resultados no concluyentes.

#### Edad y sexo
El cáncer de páncreas se considera un cáncer tardío con más incidencia en el sexo masculino. La edad promedio de diagnóstico es 71 años y dos tercios de quienes sufren este tipo de cáncer son mayores de 65 años. Por tanto, se puede considerar la edad como un factor de riesgo en el padecimiento de cáncer de páncreas.
Los hombres tienen un 30 % más de probabilidad de padecer este cáncer frente al sexo femenino. Se cree que esta mayor incidencia en hombres es principalmente debida a factores culturales del pasado, como la mayor prevalencia de hombres fumadores. Por la vertiente social reciente, que impone más similitud cultural y menos diferencia entre sexos en ámbitos como el tabaco, en los últimos años se ven aminoradas las diferencias de hombres y mujeres.

#### Diabetes mellitus y pancreatitis crónica
Estudios epidemiológicos muestran una clara asociación entre la diabetes mellitus y el desarrollo de adenocarcinoma ductal de páncreas (ADP). Algunos datos sugieren que la diabetes mellitus es una consecuencia y no la causa, ya que a menudo tiene una evolución menor de dos años y en una gran parte de los casos (57 %) se resuelve tras la resección del tumor. Independientemente de la etiología, la pancreatitis crónica no hereditaria aumenta en torno a un 15-25 % el riesgo de adenocarcinoma de páncreas, con un riesgo mayor en los casos con más de 20 años de evolución. El riesgo puede aumentar hasta un 70 % en el caso de la pancreatitis hereditaria, especialmente en pacientes fumadores y con diabetes mellitus.
La comprensión de los mecanismos comunes entre la pancreatitis crónica y el adenocarcinoma de páncreas puede ayudar a identificar a los pacientes de alto riesgo y facilitar el desarrollo de herramientas de evaluación eficaces.
Uno de los retos en los estudios epidemiológicos de pancreatitis y/o diabetes con adenocarcinoma de páncreas es la causalidad inversa. Si bien la pancreatitis crónica de larga duración aumenta claramente el riesgo de adenocarcinoma de páncreas, este también causa pancreatitis crónica y aguda. Del mismo modo, mientras que la diabetes de larga data aumenta el riesgo de ADP, el ADP en sí provoca intolerancia a la glucosa y diabetes.

#### Alcohol
Se baraja el consumo de alcohol como un factor de riesgo. Se conoce que este hábito actúa como factor causal en una variedad de enfermedades digestivas, como los tumores de la orofaringe y del esófago. Se sabe también que el alcohol es un promotor de la carcinogénesis en el laboratorio. Además el alcohol, junto con una dieta rica en grasas, es un importante determinante de la pancreatitis crónica con calcificación, enfermedad que se ha encontrado asociada al cáncer de páncreas.
No obstante, no existe una demostración clara sobre la contribución del consumo de alcohol como factor de riesgo. Los datos son difíciles de interpretar porque a menudo se asocia al consumo de tabaco.

#### Factores hereditarios y síndromes genéticos
Aproximadamente en un 5-10% de los casos de adenocarcinoma ductal de páncreas (ADP) se da un componente hereditario. Se habla de cáncer de páncreas hereditario cuando existen dos o más familiares de primer grado con ADP o dos o más familiares de segundo grado, uno de los cuales diagnosticado antes de los 50 años.
El riesgo de cáncer de páncreas aumenta en ciertos síndromes hereditarios con modificaciones genéticas transmitidas de padres a hijos, entre las que cabe destacar:
- Sobreactivación del oncogén KRAS, el cual produce una mayor expresión de la cascada de las MAP quinasas dando como resultado una mayor expresión de P-ERK. KRAS esta mutado en el 90 % de los cánceres pancreáticos aumentando las vías de señalización proliferativas y de supervivencia.
- Inactivación del gen supresor CDKN2A. Este gen es el encargado de codificar el inhibidor de ciclinas del ciclo celular INK4A, por tanto, si esta inactivado CDKN2A, INK4A no podrá inhibir el ciclo celular. El 95 % de los cánceres de páncreas tienen este gen mutado.
- Inactivación P53. Esta mutación es usualmente común en casi todo tipo de cánceres, ya que a P53 se le denomina el guardián del genoma y tiene la función de la regulación de la muerte o supervivencia celular. Está mutado entre el 50 % y el 75 % de los cánceres pancreáticos.
- Alteración de SMAD4, que da lugar a una aberrante expresión de TGF-Beta. Esta mutación está presente en el 50 % de los cánceres pancreáticos.
- El gen BRCA2 está mutado en el síndrome hereditario de cáncer de seno y ovario, además de relacionarse con el cáncer de páncreas.
- El gen PRSS1 está implicado en la pancreatitis familiar.
- Los genes MLH1 o MSH2, MLH3, MSH6, TGBR2, PMS1, y PMS2, cuyas alteraciones genéticas pueden dar cáncer colorrectal hereditario sin poliposis (HNPCC), también conocido como síndrome de Lynch. Todos estos genes son reparadores del ADN.
- El gen STK11 está relacionado con el Síndrome de Peutz-Jeghers (PJS), el cual está relacionado con diversos cánceres del tracto digestivo.
- La alteración del gen VHL da lugar al Síndrome de von Hippel-Lindau, el cual aumenta el riesgo de sufrir cáncer de páncreas y carcinoma de la ampolla de Vater.
- El gen NF1 se encuentra implicado en la neurofibromatosis tipo 1, que aumenta la incidencia de cánceres endocrinos como el somatostatinoma.
- La alteración del gen MEN1 suele producir neoplasia endocrina múltiple tipo 1 y un aumento en la incidencia de cáncer en las células de los islotes del páncreas.

El grupo sanguíneo ABO es asimismo una condición hereditaria que influye en el riesgo de desarrollar cáncer de páncreas. Según dos estudios independientes de cohortes realizados en un elevado número de sujetos, las personas del grupo A, B y AB presentan un riesgo mayor de ADP que las del grupo O.

#### Permeabilidad intestinal aumentada

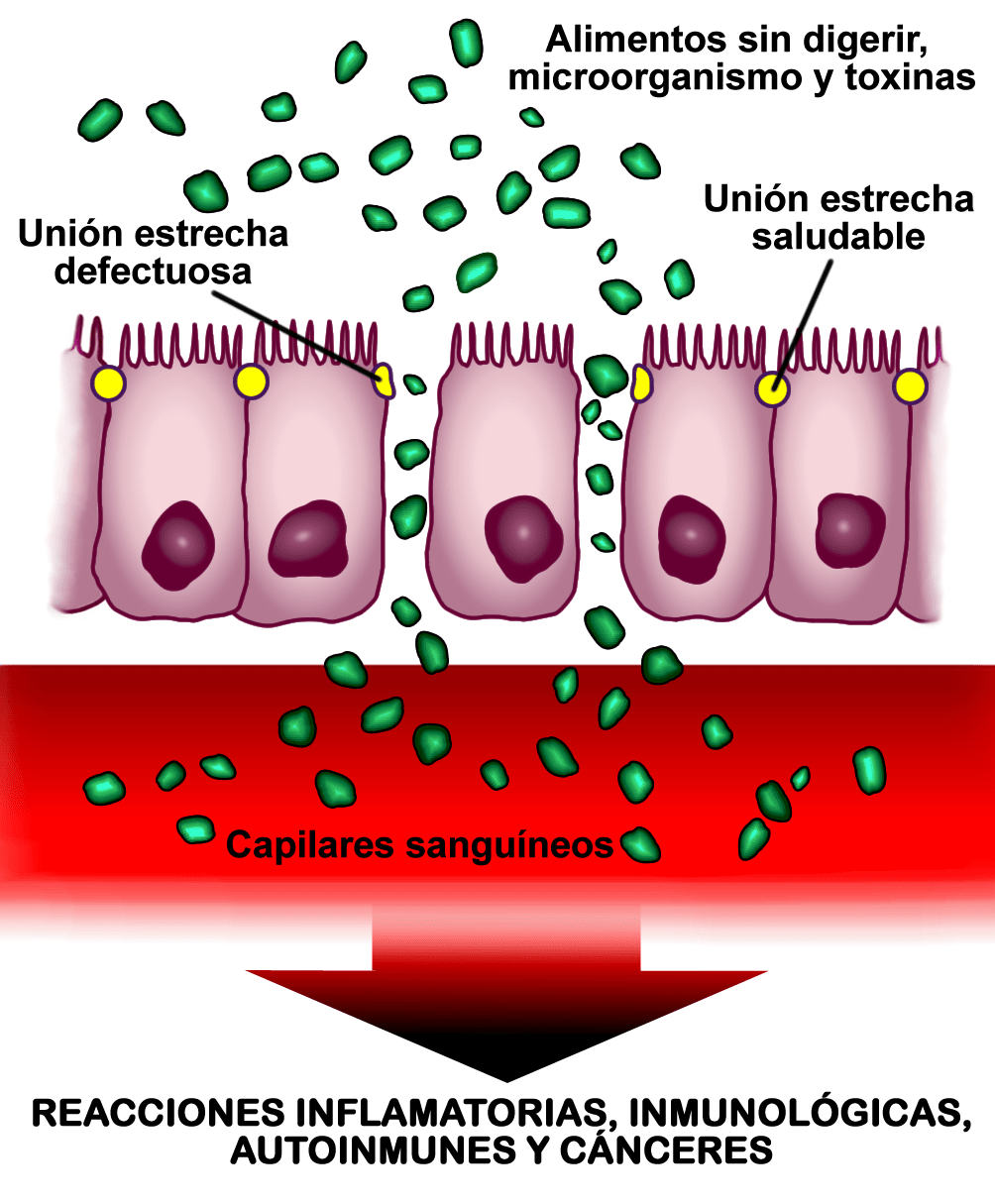
Esquema de la pared del intestino con permeabilidad aumentada. Los dos factores más potentes que la provocan son ciertas bacterias intestinales y el gluten, tanto en celíacos como en no celíacos. Esto permite el paso sin control de sustancias al torrente sanguíneo, con el consiguiente posible desarrollo de cánceres (tanto intestinales como en otros órganos), enfermedades autoinmunes, inflamatorias, infecciones o alergias.

Recientes descubrimientos han demostrado la asociación entre el cáncer de páncreas y un exceso de producción de zonulina en el intestino.
La función principal de la zonulina es regular el flujo de moléculas entre el intestino y el torrente sanguíneo, aflojando las uniones estrechas intercelulares (los "poros" del intestino) para permitir el paso de nutrientes y bloquear el paso de macromoléculas, fragmentos de nutrientes incompletamente digeridos, toxinas y microorganismos del intestino proximal.
Cuando hay una sobreproducción de zonulina, se abren en exceso las uniones estrechas de la pared intestinal (aumenta la permeabilidad intestinal), el intestino pierde su capacidad de barrera protectora y pasan al torrente sanguíneo sustancias que no deberían pasar. Esto puede ocasionar, tanto en el intestino como en otros órganos y en función de la predisposición genética de cada persona, el desarrollo de cánceres, enfermedades autoinmunes e inflamatorias. En la mayoría de los casos, el aumento de la permeabilidad intestinal aparece antes que la enfermedad y desencadena el proceso multiorgánico que provoca el desarrollo de enfermedades sistémicas, como el cáncer.
Los dos factores más potentes que provocan la liberación de zonulina y el consiguiente aumento de la permeabilidad intestinal son ciertas bacterias intestinales y la gliadina (principal fracción tóxica del gluten), independientemente de la predisposición genética, es decir, tanto en celíacos como en no celíacos. Otras posibles causas son la prematuridad, la exposición a la radiación y la quimioterapia.
El descubrimiento del papel de la permeabilidad intestinal en el desarrollo de estas enfermedades desbarata las teorías tradicionales y sugiere que estos procesos pueden ser detenidos si se impide la interacción entre los genes y los factores ambientales desencadenantes, a través del restablecimiento de la función de la barrera intestinal dependiente de la zonulina.

## Cuadro clínico
El cáncer de páncreas más frecuente es el adenocarcinoma (por su origen glandular). Los síntomas son variados e inespecíficos y cambian en función de la localización del tumor dentro de la glándula. La localización del tumor más frecuente (60-70 %) es a nivel de la cabeza del páncreas y en ellos aparece pronto una ictericia obstructiva, por compresión o infiltración de la vía biliar secundarias al crecimiento tumoral en su vecindad. En el 30-40 % restante, que se localizan en el cuerpo y cola del páncreas, no suele aparecer ictericia y hace más difícil sospechar su presencia.
Es un tumor muy invasivo y frecuentemente se acompaña de aparición de metástasis a los ganglios loco-regionales, invasión vascular de las arterias y venas mesentéricas y metástasis hepáticas.
Los síntomas y signos que se pueden presentar incluyen:
- Pérdida de peso. Es el síntoma más frecuente y precoz. Es muy habitual la presencia de anorexia o falta de apetito, que se acompaña de rápida y notable pérdida de peso, en la mayor parte de los casos.[9] Se suelen asociar rasgos depresivos,[26] cambios de humor, insomnio y astenia o cansancio muy llamativos.
- Dolor epigástrico sordo. Todos los tumores suelen producir dolor que se localiza en epigastrio y se irradia hacia ambos hipocondrios y de forma muy característica a la espalda, pudiendo confundirse con dolores óseos originados a nivel de la columna vertebral lumbar. El dolor suele ser más intenso durante la noche[9] y puede mejorar al flexionar el tronco hacia adelante.[27]
- Color de piel y ojos amarillentos, posiblemente en combinación con orina oscura, que se produce cuando el tumor obstruye el conducto biliar común.[28]
- Apariencia anormal de los excrementos, con heces grasas, malolientes y que flotan.[29]

- Vesícula palpable en paciente ictérico sin dolor abdominal en hipocondrio derecho (signo de Courvoisier-Terrier positivo).
- Tromboflebitis migratoria recurrente (signo de malignidad de Trousseau).[26] La obstrucción de la vena esplénica puede producir esplenomegalia e hipertensión portal con varices gástricas y esofágicas.
- Diabetes mellitus, en un porcentaje elevado de casos (50-80 %) de difícil control, que precisa tratamiento sustitutivo con insulina, aumentando la pérdida de peso y contribuyendo a aumentar el deterioro del estado general, previamente existente. También pueden acompañarse de episodios de pancreatitis aguda recidivante, de causa obstructiva, por infiltración y obstrucción parcial del conducto pancreático principal, como consecuencia del crecimiento del tumor.

## Diagnóstico diferencial
Otras patologías que deben descartarse al haber una sospecha de Cáncer de Páncreas incluyen:
- Pseudoquiste pancreático
- Tumores quísticos benignos del páncreas
- Tumores endocrinos benignos del páncreas
- Ampulomas
- Colangiocarcinomas distales del colédoco
- Colédocolitiasis impactadas en el ámpula
- Cefalopancreatitis

## Diagnóstico
Para confirmar la presencia del cáncer de páncreas y delimitar su extensión se emplean diversas pruebas de imagen radiológicas, entre las más recomendadas la Tomografía Axial Computarizada (TAC) o la Resonancia Magnética Nuclear (RMN) abdominales, complementadas con la administración de contraste oral e intravenoso, para confirmar la presencia o no de invasión vascular. La ecografía abdominal simple, es poco sensible y su mayor utilidad está en descartar la presencia de metástasis hepáticas en casos avanzados. Otras técnicas tales como la Eco-Endoscopia o la Colangio-Resonancia se utilizan como complemento al TAC o la RMN en casos de duda.
Las pruebas de función hepática (PFH) suelen estar alteradas, especialmente en los casos que presentan ictericia franca. Los marcadores tumorales, tales como el CA 19-9, tienen una sensibilidad del 80 % y una especificidad del 73 %, por lo que no se emplean de forma rutinaria con fines diagnósticos, pero se utilizan en los casos de seguimiento para controlar la eficacia de los tratamientos empleados (cirugía y/o quimioterapia).

### Diagnóstico precoz y alteraciones genéticas de importancia diagnóstica
Últimamente se está avanzando mucho en la investigación de los perfiles genéticos de personas susceptibles a presentar esta enfermedad. Diversos estudios han obtenido varios polimorfismos (SNP) de interés mediante el estudio de asociación del genoma completo (GWAS), los cuales son buenos candidatos para un posterior estudio en profundidad.
Algunos de los últimos SNP de interés encontrados en el cáncer de páncreas son:
- Rs6971499. Está situado en un intrón de LINC-PINT (long intergenicnon-protein coding RNA, p53 induced transcript).
- Rs9581943. Está en PDX1, el cual tiene un rol crítico durante el desarrollo embrionario del páncreas, en la diferenciación del páncreas exocrino y la regulación de la función de las células beta del páncreas endocrino.
- Rs16986825. Situado en ZNRF3, codifica una proteína ligasa, que es un regulador negativo de WNT.
- Rs1561927. Es un prometedor SNP, que está en una región no génica entre PVT1 y LINC00977, pero su desequilibrio de ligamiento está asociado con otro SNP implicado en cáncer ovárico.
- Rs2736098. Se encuentra en el segundo exón de TERT, el cual está encargado de la subunidad catalítica de la telomerasa transcriptasa reversa y, por tanto, participa en el mantenimiento de la integridad cromosómica.
- Rs7190458. Está localizado en el último exón de BCAR1. La proteína adaptadora BCAR1 coordina el ciclo celular, la organización del citoesqueleto y la migración celular.

La presencia de alelos es capaz de multiplicar e incluso triplicar el riesgo de padecer cáncer de páncreas.
Recientemente científicos españoles y británicos han demostrado que el análisis de orina también podría ayudar a detectar precozmente el cáncer de páncreas, presentando los afectados niveles de las proteínas LYVE1, REG1A y TFF1 muy altos.

## Tratamiento
Los tratamientos más frecuentemente empleados en el cáncer pancreático son la cirugía, la radioterapia y la quimioterapia. La elección del tratamiento depende de las posibilidades de extracción quirúrgica del tumor:
- Estadio local: el tumor es candidato a cirugía curativa.
- Estadio locorregional: la invasión de grandes vasos o la afectación de los ganglios impiden inicialmente la cirugía, por lo que la administración previa de quimioterapia y/o radioterapia podría hacer que el tumor sea extirpable posteriormente.[6]
- Estadio diseminado o metastásico: no está indicada la cirugía y se debe plantear otro tipo de tratamiento, generalmente quimioterapia.

### Cirugía
Solamente alrededor del 20 % de los pacientes con cáncer de páncreas son candidatos a cirugía curativa, dado el diagnóstico tardío de esta enfermedad.
En la cirugía para el cáncer de páncreas puede extraerse todo o una parte del páncreas, según la ubicación y el tamaño del tumor dentro del páncreas. Las técnicas quirúrgicas más empleadas son:
- Pancreatoduodenectomía o Cirugía de Whipple: consiste en la extracción de la cabeza del páncreas. Para ello, se extirpa el duodeno, la vesícula biliar y el conducto secretor. Se deja parte del páncreas para que pueda seguir funcionando, por lo que se conecta al intestino delgado.
- Pancreatectomía distal: solamente se extirpa la región de la cola del páncreas.
- Pancreatectomía total: se extirpa la totalidad del páncreas, la vesícula biliar, el bazo, el duodeno, una parte del estómago y los ganglios linfáticos de la zona. Con este tipo de cirugía es necesario administrar insulina al paciente para controlar los niveles de azúcar en sangre.

La cirugía puede combinarse con radioterapia y/o quimioterapia con dos objetivos:
- Terapia adyuvante: se administra quimio y/o radioterapia tras la cirugía, con el objetivo de eliminar cualquier célula tumoral residual que pueda reactivar el cáncer.
- Terapia neoadyuvante: la radioterapia y/o la quimioterapia se administra para tratar de reducir el tamaño del tumor de manera que pueda ser posteriormente extirpado quirúrgicamente. Está técnica está demostrando ser cada vez más efectiva, permitiendo la cirugía curativa incluso a pacientes cuyo tumor se encontraba inicialmente avanzado.[6]

### Radioterapia
La radioterapia no se emplea como tratamiento exclusivo con intención curativa, ya que las dosis necesarias para destruir el tumor serían elevadas y los efectos secundarios, por tanto, muy graves.
Además de como terapia adyuvante y neoadyuvante, la radioterapia en bajas dosis es útil como tratamiento paliativo, es decir, cuando el tumor se ha diseminado a otros órganos y está causando síntomas que disminuyen la calidad de vida del paciente.

### Quimioterapia
La quimioterapia se ha consolidado como tratamiento de referencia para el cáncer pancreático. Según su objetivo, la quimioterapia se clasifica en:
- Adyuvante: se administra con el objetivo de eliminar posibles células tumorales residuales y prevenir así la reaparición del cáncer tras la cirugía.
- Neoadyuvante: se administra antes de la cirugía con el objetivo de reducir el tumor y hacer posible, en su caso, su posterior extirpación.
- Paliativa: se administra en caso de tumor inoperable o metastásico, con el objetivo de aliviar los síntomas asociados al desarrollo de la enfermedad.

La gemcitabina es el antineoplásico usado tradicionalmente en la quimioterapia para el cáncer de páncreas, ya sea en monoterapia o en combinación con otros fármacos como el nab-paclitaxel. Posteriormente también se han generalizado las combinaciones de oxaliplatino, irinotecán y fluorouracilo.
Las líneas quimioterápicas de referencia para el cáncer de páncreas son en la actualidad FOLFIRINOX y Abraxane. Como segundas líneas de tratamiento se pueden citar FOLFOX, FOLFIRI o FIRGEM.

#### Avances en quimioterapia
Durante más de una década, desde 1997, la gemcitabina en monoterapia se había establecido como único tratamiento con beneficio clínico significativo contra el cáncer de páncreas. Desde entonces, ha habido escasos pero importantes avances en el tratamiento con quimioterapia.
Diversos estudios comenzaron a investigar si el hecho de agregar un segundo fármaco a la gemcitabina era más eficaz en comparación con el tratamiento tradicional de gemcitabina. Sin embargo, hasta 2010, solo se demostró que el fármaco erlotinib (comercializado como Tarceva), unido a la gemcitabina, prolongaba más la vida de los pacientes, aunque la mejoría fue bastante pequeña.
De este modo, continuaron las investigaciones en busca de combinaciones farmacológicas que prolongaran la vida de los pacientes y demoraran la diseminación del cáncer. Fue entonces cuando, en 2010, se produce un cambio radical en el tratamiento del cáncer de páncreas. Se trataba de una combinación de tres antineoplásicos (5-fluorouracilo, oxaliplatino e irinotecán) que, junto a la leucovorina, conformaba la terapia que se denominó FOLFIRINOX. Por primera vez en trece años un esquema de poliquimioterapia incrementaba la supervivencia y mejoraba la calidad de vida respecto a gemcitabina. Así pues, FOLFIRINOX reemplazó a la gemcitabina como tratamiento de primera línea para el cáncer de páncreas avanzado.
Pese a los excelentes resultados que se obtuvieron con FOLFIRINOX, este esquema no se generalizó totalmente en la práctica clínica dada su elevada toxicidad, por lo que solo los pacientes con un buen estado de salud son aptos para dicho tratamiento. Como alternativa, en 2013 un nuevo estudio demostró también la efectividad de la combinación de gemcitabina con nab-paclitaxel, lo que se comenzó a comercializar bajo el nombre de Abraxane. El perfil de toxicidad de este esquema fue menor respecto al de FOLFIRINOX, por lo que se ha generalizado más su uso y ha permitido que pacientes no aptos para FOLFIRINOX puedan beneficiarse de un tratamiento también de primera línea. Así pues, desde 2013, FOLFIRINOX y Abraxane se establecen como primera línea de tratamiento contra el cáncer de páncreas avanzado, habiendo demostrado FOLFIRINOX un mayor porcentaje de supervivencia (11,1 meses frente a los 5,5 meses de Abraxane). A veces, el tratamiento de primera línea o bien no es efectivo desde un principio (resistencia primaria) o bien puede funcionar durante un tiempo y posteriormente dejar de hacerlo (resistencia secundaria o adquirida). En tales casos, como última instancia en primera línea, pacientes que han sido sometidos a FOLFIRINOX podrían someterse a Abraxane y viceversa.
El último avance en quimioterapia llega en 2014, al demostrarse que las combinaciones FOLFOX, FOLFIRI y FIRGEM pueden llegar a ser efectivas como tratamientos de segunda línea.

### Nuevos tratamientos y avances
Se está avanzando hacia la terapia personalizada, lo cual significa individualizar el tratamiento a las características biológicas y genéticas. Sin embargo. aún se necesita aumentar mucho los conocimientos sobre el cáncer de páncreas para lograr una terapia personalizada eficaz.
Una de las terapias más prometedoras que está aportando esperanzadores resultados es la inmunoterapia. Se ha demostrado que la combinación de las vacunas GVAX y CRS-207 incrementa la supervivencia en pacientes con adenocarcinoma ductal.
Entre los nuevos estudios que prometen avances en el tratamiento contra el cáncer de páncreas destacan los siguientes:
- Se ha descubierto un nuevo compuesto molecular que atacaría el estroma del tumor, lo que debilitaría la cubierta de la región tumoral y permitiría que los antineoplásicos como la gemcitabina actúen directamente sobre el tumor, manteniéndose el efecto incluso tras suspender el tratamiento.[44]
- Se ha demostrado que ibrutinib también debilita la cubierta del tumor pancreático (que puede representar hasta el 90 % de la neoplasia), lo que en combinación con la quimioterapia se lograría una ventaja de supervivencia.[45]
- Investigadores españoles han probado que la inhibición de la proteína Galectina-1, que afecta sobre todo al estroma del tumor, resulta en una menor proliferación de las células cancerígenas, menos vasos sanguíneos tumorales, menos inflamación y, como mayor ventaja, un incremento del componente inmunológico.[46]
- Científicos británicos han descubierto, en estudio preclínico, que la administración de un compuesto llamado MM41 consigue reducir hasta en un 80 % el crecimiento del tumor, llegando en algunos casos incluso a la resecación.[47]

## Profilaxis
El factor clave en la prevención es la consulta médica regular, en especial si se presenta alguno de los síntomas anteriormente mencionados. Se sabe que es muy importante su detección a tiempo si se quiere lograr un avance específico, ya que el cáncer pancreático es uno de los tumores con mayor tasa de mortalidad.
Actualmente no se recomienda el cribado poblacional de adenocarcinoma ductal de páncreas (ADP). Únicamente se aconseja realizar vigilancia en aquellas personas con factores hereditarios asociados a un riesgo elevado de ADP. El seguimiento debe realizarse en centros especializados y como parte de programas de investigación. Actualmente, la recomendación más aceptada consiste en realizar ecoendoscopia cada 1-3 años a partir de los 35 años de edad en pacientes con pancreatitis crónica hereditaria o 10-15 años antes de la edad del caso más joven detectado en la familia.